# Bupalus cembraria
Bupalus cembraria är en fjärilsart som beskrevs av Victor Ivanovitsch Motschulsky 1866. Bupalus cembraria ingår i släktet Bupalus och familjen mätare. Inga underarter finns listade i Catalogue of Life.